# 威妮夏·伯尼
威妮夏·凯瑟琳·道格拉斯·费尔（英語：Venetia Katharine Douglas Phair），本姓伯尼（英語：Burney）（1918年7月11日—2009年4月30日）是冥王星的命名人，也是唯一一位为行星命名的女性。1930年，克莱德·汤博发现一颗新行星，威妮夏·伯尼首先提议将其命名为“Pluto”。当时，伯尼是一名11岁少女，住在英国英格兰牛津。

## 生平
威妮夏·伯尼出生于1918年7月11日，父亲查尔斯·福克斯·伯尼是一名牧师，也是牛津大学奥里尔学院圣经阐释教授；母亲是埃塞尔·沃兹沃斯·马登（Ethel Wordsworth Madan）。威妮夏·伯尼的父亲在她6岁时逝世，从此她便跟着自己的外祖父母生活。她的外祖父福尔克纳·马登曾是牛津大学博德利图书馆的馆员。而福尔克纳·马登的兄长亨利·乔治·马登则是伊顿公学毕业的理学硕士，曾在1878年为火星的两颗卫星命名为福波斯和戴摩斯。
1930年3月14日，福尔克纳·马登读到《泰晤士报》上的一则消息，得知克莱德·汤博发现了一颗新的“行星”尚未命名，便把这个新闻告诉了自己的外孙女威妮夏。她自幼热衷罗马和希腊神话，于是提议用罗马神话中的冥界之神普路托（Pluto）的名字为新行星命名。普路托有隐身的能力，恰好适合新行星的遥远黑暗。福尔克纳·马登将这个提议告诉了自己的朋友，天文学家赫伯特·霍尔·特纳，特纳又把这个提议转告给美国罗威尔天文台的同事。罗威尔天文台的天文学家得知这一提议之后非常满意，新行星的发现人克莱德·汤博尤其喜欢这个名字。他认为“Pluto”的前两个字母“PL”恰好是天文学家帕西瓦尔·罗威尔（Percival Lowell）的名字缩写，而正是罗威尔首先假设在海王星之外还存在一颗“X行星”。当时，汤博认为新发现的天体就是这颗“X行星”。1930年5月1日，天文学家采纳了威妮夏·伯尼的建议，将这颗新发现的天体正式命名为“普路托”。
之后，伯尼到了伯克郡的唐恩庄园学校（Downe House School）上学，随后又进入了剑桥大学纽纳姆学院学习数学。毕业之后，她成为注册会计师。后来又到伦敦的女子学校任教，教授经济学和数学。1947年，她嫁给了麦克斯韦·费尔（Maxwell Phair），直至2006年丈夫逝世。费尔是一位古典学家，曾任艾普森学院（Epsom College）的院长和英文系主任。2009年4月30日，威妮夏·伯尼在英格兰萨里郡的班斯特德逝世，时年90岁。
美国国家航空航天局曾邀请她到现场观看冥王星探测器“新视野号”的发射，但她因年龄原因未能到场。之后她在采访中表示这次探测任务“不可思议”，希望“一切顺利”。在2006年冥王星降级为矮行星之前几个月，天文学家激烈辩论时，时年88岁的威妮夏·伯尼接受了一个采访，谈到“在我这个年龄，我（对这场辩论）已经不关心了；尽管我觉得我更希望它还是一颗行星。”

## 影响
1987年发现的小行星6235以威妮夏·伯尼的名字命名为“伯尼”（6235 Burney）。冥王星探测器“新视野号”上搭载的“VBSDC宇宙尘分析仪”也是以威妮夏·伯尼的名字命名的。
美国马萨诸塞州的摇滚乐队“The Venetia Fair”（与“威妮夏·费尔”谐音）在2006年成立时受到威妮夏·伯尼和冥王星降级的启发，因此取了和“威妮夏·费尔”谐音的名字。